# 베른하르디네 로센바움
베른하르디네 마리 크리스텐세 로센바움(Betty Mathilde Hennings Schnell, 결혼 이전의 성(姓): 크루세(Kruse), 1850년 9월 10일 ~ 1929년 6월 7일)은 덴마크의 배우이다. 1869년 올보르 극장 소속 배우로 데뷔했으며 1872년에는 코펜하겐 국민극장 소속 배우로 활동했다.